# Joey Soloway
Joey Soloway, född 26 september 1965 i Chicago som Jill Soloway, är en amerikansk regissör, manusförfattare och producent.

## Biografi
Soloway föddes i Chicago, som barn till Elaine Soloway och Dr. Harry Soloway. Runt 2011 kom Dr. Soloway ut som transperson vilket inspirerade Joey att skapa TV-serien Transparent. Soloways äldre syster, Faith Soloway, är en Boston-baserad musiker.
Soloway arbetade under flera år med dramaserien Six Feet Under. 2013 hade hens långfilm Afternoon Delight premiär. Den vann pris för bästa regi vid Sundance Film Festival. Soloway är kanske mest känd för att ha skapat den prisbelönta dramakomedin Transparent. Vid Golden Globe-galan 2015 vann Transparent pris som Bästa komediserie och huvudrollsinnehavaren Jeffrey Tambor prisades som bästa manliga huvudroll i en komediserie. Soloway vann en Emmy Award 2015 i kategorin Bästa regi av en komediserie för Transparent.
2015 utsåg tidskriften Time Soloway till en av de 100 mest inflytelserika personerna i världen det året.
Soloway identifierar sig som icke-binär och "gender non-conforming", och använder könsneutralt pronomen.

## Filmografi i urval
- 2002–2005 – Six Feet Under (TV-serie) (producent, manusförfattare)
- 2007 – Grey's Anatomy (TV-serie) (producent)
- 2007–2009 – Dirty Sexy Money (TV-serie) (producent, manusförfattare)
- 2009–2010 – United States of Tara (TV-serie) (producent, manusförfattare)
- 2011 – How to Make It in America (TV-serie) (producent, manusförfattare)
- 2013 – Afternoon Delight (manusförfattare, regissör)
- 2014 – Transparent (TV-serie) (producent, manusförfattare, regissör)